# Ајаздин Нухи
Ајаздин Нухи (Драгаш, 10. октобар 1979) је бивши српски фудбалер. Током каријере је играо на позицији везног играча.

## Успеси
Партизан
- Прва лига СР Југославије (1) : 2001/02.[6]

 Могрен
- Прва лига Црне Горе (1) : 2010/11.[7]
- Куп Црне Горе: (финале: 2010/11)[8]